# Josef Zuska
Josef Zuska (14. června 1902 Židovice – 3. července 1978 Brno) byl československý prvorepublikový a poválečný zpravodajský důstojník, příslušník protinacistického odboje a spolutvůrce koncepce vojenského školství.

## Životopis
Narodil se jako prvorozený syn Josefovi a Boženě Zuskovým. Otec byl zaměstnancem u státních drah a matka vydělávala šitím. Měl dva bratry, Antonína (*1907) a Jana (*1917). Po ukončení obecné školy vystudoval reálné gymnázium v Plzni (1913–1920), kde rodina v té době bydlela. Odmaturoval s vyznamenáním. Nechtěl se dále věnovat studiu a nastoupil na úřednické místo „podnotáře“ v obci Seredné. Po dvou letech odešel pracovat do Galanty.

### Studium
Na podzim téhož roku místo vojenské prezenční služby nastoupil ke studiu na Vojenské akademii v Hranicích. Studium ukončil 15. srpna 1924 s hodností poručíka. Od října 1924 do července 1925 studoval na Dělostřelecké škole v Olomouci. Po absolvování školy byl přidělen k Dělostřeleckému pluku do Mukačeva a záhy byl povýšen do hodnosti nadporučíka. Působil zde do roku 1930. Následně absolvoval kurz na dělostřelecké škole v Košicích a ještě v roce 1930 byl převelen do Prahy. Zde působil jako první důstojník v Dělostřeleckém pluku. Mezi lety 1931–1934 studoval Vysokou školu válečnou. První ročník absolvoval v Praze, poté studoval na pařížské École Supérieure de Guerre. Zde promoval 31. srpna 1934.

### Zpravodajská činnost
V druhé polovině třicátých let 20. století působil jako referent a přednosta studijní analytické sekce Druhého oddělení Hlavního štábu v Plzni. Pracoval pod vedením plukovníka Františka Havla v německé sekci. Ovládal francouzštinu, němčinu a částečně maďarštinu. Hodnost majora mu byla udělena 1. července 1938.
Důsledky Mnichovské dohody se projevily ve změně politických i společenských poměrů v tzv. Druhé republice, ale také v činnosti Druhého oddělení Hlavního štábu. Zpravodajská činnost proti Německu se stala v podstatě „ilegální“. Přesunula se do Prahy a do zahraničních poboček. Na základě informací o chystané německé agresi, odletěl zástupce přednosty „Druhého oddělení“ plukovník František Moravec se svými blízkými spolupracovníky do Velké Británie. Josef Zuska měl odletět až koncem srpna, ale za hranice se nedostal. Došlo k napadení Polska.

### Válečné období
Záhy po zavedení civilní správy se zapojil do odboje v důstojnické organizaci Obrana národa a pracoval jako redaktor ilegálního časopis V boj. Gestapem byl zatčen 11. října 1939 a od léta roku 1940 byl vězněn v říšských věznicích. V říjnu 1941 byl v Berlíně odsouzen na osm let káznice. Během války si trest odpykával ve věznici v Ebrachu. Oporou mu byla manželka, které bylo povoleno několik návštěv. Po válce byl povýšen za odbojové zásluhy na podplukovníka.

### Důstojnická  a pedagogická kariéra
Po osvobození se do armády vrátil na obnovené Druhé oddělení Hlavního štábu. V září roku 1945 vstoupil do Komunistické strany Československa a během jednoho roku získal hodnost plukovníka. Spolupracoval s československými i zahraničními vojenskými a diplomatickými špičkami. Po únoru 1948 byl odvolán z „Druhého oddělení“. Absolvoval desetiměsíční kurz na Nejvyšší vojenské akademii s výborným výsledkem, ale také s hodnocením „Není asi zcela spolehlivý“. Poté působil na místě zástupce velitele Třetí divize v Kroměříži, vyučoval na „Katedře taktiky vyšších jednotek“ a byl náčelníkem plánovacího a školního oddělení na pražském Vysokém vojenském učilišti.
Po zřízení Vojenské technické akademie (1951) v Brně zde Josef Zuska pracoval jako vedoucí školského oddělení. V této době patřil mezi zastánce „sovětské vojenské vědy“ a „lidově demokratického zřízení“. Již podruhé mu během dvou let bylo zamítnuto udělení navržené hodnosti brigádního generála. Povýšen byl až na začátku roku 1954. Pro další služební postup absolvoval mezi lety 1952–1955 Večerní stranickou školu marxismu-leninismu při Vojenské technické akademii. V červenci roku 1955 se stal zástupcem náčelníka Miroslava Šmoldase.

### Pobyt v Egyptě
Usnesením Politbyra ze 30. června 1958 byl generálmajor Zuska pověřen „poskytováním technické pomoci“ při výstavbě vojenské akademie technických věd v Káhiře a současně se stal vedoucím skupiny československých expertů. Po složitých jednáních, které vedl, byla podepsána mezinárodní smlouva v lednu roku 1959 mezi zástupcem Sjednocené arabské republiky plukovníkem Ismailem Faridem a zástupcem ředitele Hlavní technické správy ministerstva zahraničního obchodu Milošem Haškem.
Dne 14. února přiletěl Josef Zuska se svými spolupracovníky do Káhiry. Za dva týdny měl být zahájen letní semestr na škole, která ještě neexistovala. V tomto provizorním období zahájila studium malá skupina posluchačů a výuka probíhala ve čtvrti El Dokki v budově, která dříve patřila egyptské královně. Záhy byla škola přestěhována do areálu po britské armádě ve čtvrti Heliopolis. Vzrostl počet studentů i československých expertů a škola byla zařazena do struktury egyptské armády.
Postupně se objevily problémy s dodržováním části závazků československé strany. O problémové pasáže dohody se zajímala vojenská kontrarozvědka. Nelze doložit, zda bylo vyzrazováno státní tajemství, nebo zda byla situace využívána s cílem poukázat na osobu Josefa Zusky. Vojenská kontrarozvědka zjistila, že jeho odborné vedení je bez problémů. Začaly se objevovat stížnosti, že personální zabezpečení skupiny nekonzultoval se stranickým vedením. Také mohl snad jako prvorepublikový i poválečný zpravodajský důstojník představovat pro československé bezpečnostní složky možné riziko, například znal řadu bývalých důstojníků, kteří emigrovali. Československé orgány se ho snažily „ochránit“. Aby nebyla „kompromitována jeho osoba“, byl v dubnu 1960 odvolán do Prahy. Souhlasil s tím, že bude odvolán s ohledem na špatný zdravotní stav. Autor celé koncepce počáteční výstavby Military Technical College, byl nucen svoji účast na projektu předčasně ukončit.

### Poslední roky varmádě
Ještě v roce 1960 se zapojil do vybudování „fakulty pro studium zahraničních expertů“. Fakulta měla produkovat vysokoškolsky vzdělané profesionály z méně rozvinutých zemí a také řešit jazykovou přípravu v anglickém, francouzském a dalších jazycích. V čele fakulty působil do konce října 1962, kdy byl přeložen do výslužby. Jako důchodce žil v Brně, kde 3. července 1978 zemřel.

## Ocenění
- 1946 – Československý válečný kříž 1939
- 1946 – Československá medaile Za chrabrost před nepřítelem
- 1946 – Československá medaile za zásluhy[2]